# Шестимир
Шестимир — река в России, протекает по Оренбургской области через село Биккулово. Устье реки находится в 53 км по правому берегу реки Салмыш. Длина реки составляет 26 км. Берёт начало из родника.

## Данные водного реестра
По данным государственного водного реестра России относится к Уральскому бассейновому округу, водохозяйственный участок реки — Сакмара от впадения реки Большой Ик и до устья. Речной бассейн реки — Урал (российская часть бассейна).
Код объекта в государственном водном реестре — 12010000712112200007036.